# 寺嶋潔
寺嶋 潔（てらしま きよし、1935年7月2日 - ）は、日本の運輸官僚。帝都高速度交通営団総裁を務めた。

## 来歴・人物
愛知県出身。1960年に東京大学法学部公法学科を卒業し、同年に運輸省に入省した。1985年6月に大臣官房審議官、1989年6月に貨物流通局長、1990年6月に国際運輸・観光局長、1991年7月に運輸審議官を歴任した。1993年7月に帝都高速度交通営団副総裁に就任し、1996年7月に総裁に昇格し、2000年に日比谷線事故で責任を取る形で辞任した。
2002年2月に海事産業研究所の理事長兼所長に就任。
営団最後の総裁土坂泰敏が2022年に死去して以来、営団総裁経験者最後の存命者となっている。